# Македония: нейните народи и тяхното бъдеще
Македония: нейните народи и тяхното бъдеще (на английски: Macedonia: Its Races and Their Future) от Хенри Брейлсфърд е изследване за народите населяващи областта Македония. В нея авторът защитава пробългарски позиции относно произхода на македонските славяни.
През 1903 г. Брейлсфърд оглавява британска хуманитарна мисия в Македония след разгрома на Илинденско-Преображенското въстание и след завръщането си публикува книгата. През 2013 година тя е издадена за първи път на български език.